# 乳酸塩
乳酸塩（にゅうさんえん、lactate）または2-ヒドロキシプロパン酸塩（α-ヒドロキシプロパン酸塩）は、乳酸イオン（CH3CH(OH)COO-、）を持つ塩である。乳酸は光学異性体を持つため、それぞれに対応する塩がある。食品添加物、医薬品に、乳酸カルシウムがカルシウム補給剤として、低カルシウム血症や骨粗鬆症の治療、妊婦や発育期の児童のカルシウム補給、スポーツドリンクなどの栄養剤、サプリメント、ベーキングパウダーの原料、また、虫歯予防として歯科でもよく使われている。乳酸ナトリウムは、電解質液として医薬品、食品安定剤、保水剤として化粧品などにもよく使われている。

## 主な乳酸塩
- 乳酸ナトリウム
- 乳酸カリウム
- 乳酸カルシウム